# 東華三院馮黃鳳亭中學
22°23′05″N 114°11′34″E / 22.3847355°N 114.1928633°E
東華三院馮黃鳳亭中學（英語：Tung Wah Group of Hospitals Mrs Fung Wong Fung Ting College），原名東華三院第七中學，是位於香港新界沙田的一所津貼中學，由東華三院於1978年主辦，屬於沙田區第二組別中學，校址為香港新界沙田瀝源邨瀝源街3-5號，佔地4200平方米。學校與深圳市桃源居中澳實驗學校結為姊妹學校（始於2014年）。另一與該校結為姊妹學校的是浙江省杭州第四中学（始於2011年）。

## 校政管理
歷任校監
- 1978年起至今當屆東華三院主席，任期1年

歷任校長
- 1978年至1996年：魯榮光 先生[4]
- 1996年至2010年：陳依力 女士[註 1][6]
- 2010年至2017年：蔣呂雪雲 女士[註 2][8]
- 2017年至2020年：李志文 先生[9]
- 2020年至今：譚耀華 先生[10]

歷任副校長
- 何巧兒 女士
- 陳嘉慧 女士

## 辦學宗旨與校訓

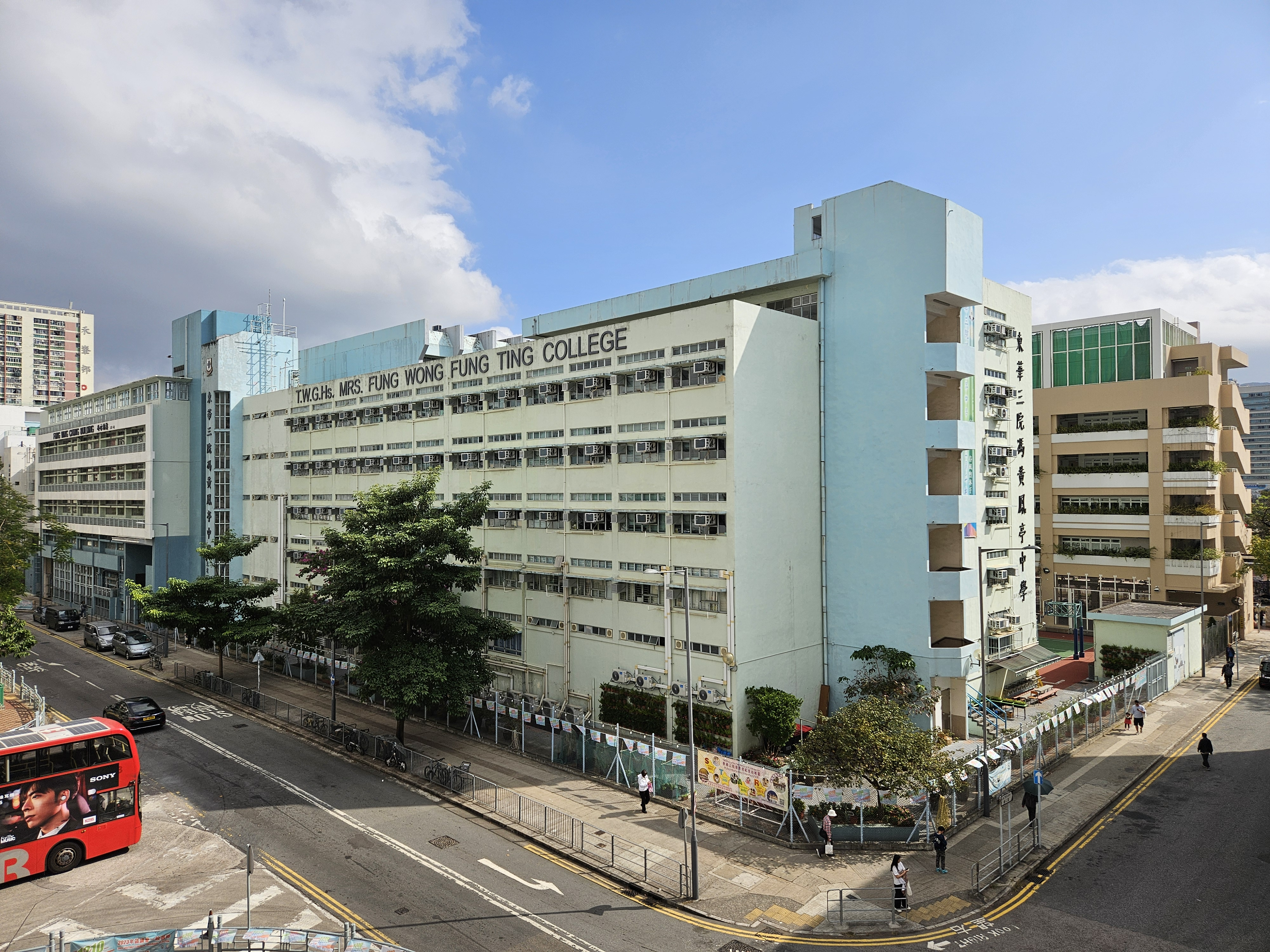
東華三院馮黃鳳亭中學校舍外觀

東華三院馮黃鳳亭中學與其他東華三院轄下中學一樣重視全人教育，提供優良的學習環境及發揮個人潛能。從而使學生成為具備知識技能、獨立思考、勇於承擔與關注社會的良好公民。另外，該校校訓中，「勤」是指勤以自強、「儉」是指儉以惜物、「忠」是指忠以盡心、「信」是指信以待人。學校的四社亦以勤、儉、忠、信命名。

## 校園設施
東華三院馮黃鳳亭中學全校共有課室26間及輔助教學室兩間，舊翼共有13間特別室：
- 金木工室
- 健身室
- 音樂室
- 視覺藝術室
- 電腦室
- 家政室
- 多媒體學習中心
- 圖書館
- 地理室
- 生物實驗室
- 化學實驗室
- 綜合科學實驗室
- 禮堂
- 小食部
- 有蓋操場

## 學校歷史
東華三院早於1974年已打算開辦此校，為同系原訂開辦的四所工業中學之一，但後來全數改為文法中學。至1977年，獲政府撥出沙田瀝源邨的一座連環型校舍，以興建第七中學校舍。而馮黃鳳亭中學則為東華三院於1978年成立的第七所中學。學校由1955至1956年度的東華三院主席馮錦聰捐款港幣五十五萬元興辦，並以其母馮黃鳳亭的名字來命名以表謝意。所以自1978年起稱為「東華三院馮黃鳳亭中學」。東華三院馮黃鳳亭中學創校初期為一所非牟利按額資助中學，後於1982年9月正式轉為政府資助津貼。1979年由時任新界政務司鍾逸傑主持揭幕儀式。在2002年獲教育局撥款擴建校舍，在校園內加建新翼大樓，至2006年2月落成啟用。由於得到東華三院主席（1999年）馮咏聰捐贈港幣100萬元添置空調設備和資訊科技教學設施，又成立「馮咏聰獎學金」，所以東華三院董事局為新翼大樓為「馮咏聰樓」。目前，全校共有課室27間，其中舊翼有14間特別室，新翼則有9間特別室。此外，校舍還設有禮堂、籃球操場、球場及停車場。為增強與學校相關人士的連繫，東華三院馮黃鳳亭中學分別在1996年11月、1997年6月和1999年1月成立學生會、家長教師會與校友會。另外，該校自1997年開始推行校本管理，於2006年2月1日成立法團校董會以進一步落實校本管理政策。
對於發展方面，東華三院馮黃鳳亭中學於1997年推行校本管理制度。後曾於2000年代初獲世界衛生組織認可的「香港健康學校獎勵計劃」金獎現時學校個別班別會以英語教授數學、地理、歷史、科學、化學及用普通話教授中文。而在校外的比賽，該校亦獲獎無數，例如2012年新界地域中學校際室內賽艇錦標賽中男、女子組團體冠軍、2011年及2012年沙田龍舟競賽少年警訊小龍邀請賽冠軍等。至於課外活動方面，學校在學術、興趣、服務、藝術及體育方面設有超過40個學會及興趣小組，例如龍舟隊、辯論隊、中樂團、管樂團等等。為慶祝東華三院馮黃鳳亭中學三十五周年校慶，該校於2013年3月8日至10日舉行了典禮暨開放日，並邀請了教育局沙田區總學校發展主任陳慕顏蒞臨主禮。期間，亦舉辦了三十五周年校慶友校室內賽艇邀請賽，與東華三院其中八間中學，包括東華三院黃笏南中學、東華三院張明添中學、東華三院黃鳳翎中學、東華三院甲寅年總理中學、東華三院吳祥川紀念中學、東華三院呂潤財紀念中學以及東華三院馬振玉紀念中學比賽。由2017年起，黃鳳亭中學的中三級學生每年均會舉行「亭園」招牌餅乾展覽會作為專題研習活動。
東華三院馮黃鳳亭中學的學生以往曾發生過意外。2014年8月20日，該校一名16歲中四林姓男生在寓所溫習功課期間，突然失控斬傷張姓女同學後跳樓身亡。

## 班級結構
東華三院馮黃鳳亭中學自2012-2013學年起採立以下班級結構。此前，該校在2008年前已決定中一至中五各開4個班別。而班別名稱為A、B、C、D。
| 級別 | 中一 | 中二 | 中三 | 中四 | 中五 | 中六 |
| ---- | ---- | ---- | ---- | ---- | ---- | ---- |
| 班數 | 4    | 4    | 4    | 4    | 4    | 4    |

## 行政組織
| (1)                            | (2)                                    | (3)                                                                | (4)                                                      |
| ------------------------------ | -------------------------------------- | ------------------------------------------------------------------ | -------------------------------------------------------- |
| - 訓育組 - 教務組 - 學生輔導組 | - 教師培訓組 - 課外活動組 - 生活教育組 | - 德育及公民教育組 - 升學及就業輔導組 - Language Across Curriculum | - 資料科技委員會 - 健康促進委員會 - 學校行政及改進委員會 |

## 著名/傑出校友
演藝界
- 陳敏之：香港女藝人[28]
- 楊卓娜：香港女演員
- 湯加文：香港女藝人
- 鍾翠詩：香港女藝人[29]
- 杜飛龍：香港男演員
- 黃飛鵬：香港電影導演（電影〈十年〉其中一位導演）[30]
- 王丹妮：香港女演員及模特兒[註 4]
- 梁雯蔚：香港女演員[31]
- 何慈茵：香港女藝人[32]

體育界
- 陳婉婷，BBS：香港職業足球教練[註 5]
- 駱坤海，MH：香港賽艇運動員[33][34]
- 譚湜琛：香港男子輪椅劍擊運動員[28]

政界及其他界別
- 張國慧：2012-2015年大埔區議會舊墟及太湖民選議員、前民建聯大埔支部副主席

## 外部連結
- 東華三院馮黃鳳亭中學 中學概覽[]
- 東華三院馮黃鳳亭中學 （页面存档备份，存于）
- 東華三院馮黃鳳亭中學校友會
- 史上最多 近萬中學生罷課，香港蘋果日報，2014年9月30日 （页面存档备份，存于）